# Тамырсат
Тамырсат — река в России, протекает в Томской области. Устье реки находится в 350 км по левому берегу реки Чижапка. Длина реки составляет 96 км.

## Притоки
- 13 км: Чульга
- 40 км: Корга
- 48 км: Тоголка
- 60 км: Тамратка
- 65 км: Гаринка
- ? км: Ига
- 78 км: Кындара

## Данные водного реестра
По данным государственного водного реестра России относится к Верхнеобскому бассейновому округу, водохозяйственный участок реки — Васюган, речной подбассейн реки — Васюган. Речной бассейн реки — (Верхняя) Обь до впадения Иртыша.